# Sugimoto Ryuji
Sugimoto Ryuji (杉本 竜士, sinh ngày 1 tháng 6 năm 1993) là một cầu thủ bóng đá người Nhật Bản thi đấu cho Nagoya Grampus.

## Thống kê sự nghiệp

### Câu lạc bộ
Tính đến trận đấu diễn ra ngày 20 tháng 9 năm 2017
| Câu lạc bộ            | Mùa giải            | Giải vô địch          | Giải vô địch | Giải vô địch | Cúp Quốc gia | Cúp Quốc gia | Cúp Liên đoàn | Cúp Liên đoàn | Châu lục | Châu lục  | Khác    | Khác      | Tổng    | Tổng      |
| Câu lạc bộ            | Mùa giải            | Hạng đấu              | Số trận      | Bàn thắng    | Số trận      | Bàn thắng    | Số trận       | Bàn thắng     | Số trận  | Bàn thắng | Số trận | Bàn thắng | Số trận | Bàn thắng |
| --------------------- | ------------------- | --------------------- | ------------ | ------------ | ------------ | ------------ | ------------- | ------------- | -------- | --------- | ------- | --------- | ------- | --------- |
| Tokyo Verdy           | 2011                | J2 League             | 1            | 0            | 0            | 0            | -             | -             | -        | -         | -       | -         | 1       | 0         |
| Tokyo Verdy           | 2012                | J2 League             | 3            | 0            | 0            | 0            | -             | -             | -        | -         | -       | -         | 3       | 0         |
| Tokyo Verdy           | 2013                | J2 League             | 2            | 0            | 0            | 0            | -             | -             | -        | -         | -       | -         | 2       | 0         |
| Tokyo Verdy           | 2014                | J2 League             | 16           | 4            | 0            | 0            | -             | -             | -        | -         | -       | -         | 16      | 4         |
| Tokyo Verdy           | 2015                | J2 League             | 37           | 3            | 1            | 0            | -             | -             | -        | -         | -       | -         | 38      | 3         |
| Tokyo Verdy           | 2016                | J2 League             | 29           | 1            | 1            | 0            | -             | -             | -        | -         | -       | -         | 30      | 1         |
| Tokyo Verdy           | Tổng                | Tổng                  | 88           | 8            | 2            | 0            | -             | -             | -        | -         | -       | -         | 90      | 8         |
| Machida Zelvia (mượn) | 2013                | Giải bóng đá Nhật Bản | 8            | 3            | 0            | 0            | –             | –             | –        | –         | –       | –         | 8       | 3         |
| Nagoya Grampus        | 2017                | J2 League             | 17           | 2            | 2            | 0            | -             | -             | -        | -         | 0       | 0         | 19      | 2         |
| Nagoya Grampus        | 2018                | J1 League             | 0            | 0            | 0            | 0            | 0             | 0             | -        | -         | -       | -         | 0       | 0         |
| Nagoya Grampus        | Tổng                | Tổng                  | 17           | 2            | 2            | 0            | 0             | 0             | -        | -         | 0       | 0         | 19      | 2         |
| Tổng cộng sự nghiệp   | Tổng cộng sự nghiệp | Tổng cộng sự nghiệp   | 113          | 13           | 4            | 0            | 0             | 0             | 0        | 0         | 0       | 0         | 117     | 13        |